# كيكو فوغي
كيكو فوغي (باليابانية: 藤圭子؛ بالكانا: ふじ けいこ) هي مغنية وممثلة يابانية، ولدت في 5 يوليو 1951 في إتشينوسيكي في اليابان، وتوفيت في 22 أغسطس 2013 في طوكيو في اليابان بسبب سقوط.

## وصلات خارجية
- كيكو فوغي على موقع IMDb (الإنجليزية)
- كيكو فوغي على موقع ميوزك برينز (الإنجليزية)
- كيكو فوغي على موقع أول موفي (الإنجليزية)
- كيكو فوغي على موقع أول ميوزيك (الإنجليزية)
- كيكو فوغي على موقع ديسكوغز (الإنجليزية)
- كيكو فوغي على موقع ديسكوغز (الإنجليزية)
- كيكو فوغي على موقع قاعدة بيانات الفيلم (الإنجليزية)
- كيكو فوغي على موقع كينوبويسك (الروسية)